# Stromberg-Murrtal-Weg
Der Stromberg-Murrtal-Radweg ist ein ausgeschilderter ca. 166 km langer Radfernweg quer durch Baden-Württemberg, von Karlsruhe (Rheinradweg) nach Gaildorf (Kocher-Jagst-Radweg).
Er entstand aus der Verknüpfung von Stromberg-Enztal-Radweg mit dem Murrtal-Radweg bei Marbach am Neckar, wo der Neckartal-Radweg kreuzt.